# إرنست ماير (سياسي)
إرنست ماير (بالألمانية: Ernst Meyer)‏ هو صحفي وثوري وسياسي ألماني، ولد في 10 يوليو 1887 في بولندا، وتوفي في 2 فبراير 1930 في بوتسدام في ألمانيا بسبب ذات الرئة. حزبياً، نشط في الحزب الديمقراطي الاجتماعي الألماني والحزب الشيوعي في ألمانيا ورابطة سبارتاكوس. وقد انتخب عضو مجلس الشورى الموحد بروسيا.